# Мерешть (Сучава)
Мерешть, Мерешті (рум. Merești) — село у повіті Сучава в Румунії. Входить до складу комуни Вултурешть.
Село розташоване на відстані 346 км на північ від Бухареста, 16 км на південний схід від Сучави, 99 км на північний захід від Ясс.

## Населення
За даними перепису населення 2002 року у селі проживали 298 осіб, усі — румуни. Усі жителі села рідною мовою назвали румунську.